# К-9 (фильм)
К-9 (англ. K-9) — комедия режиссера Рода Дэниела, вышедшая на экраны в 1989 году. Название картины — это принятое в англоязычном мире наименование кинологического отдела полиции англ. K-9 — ['keɪnaɪn] — схоже по произношению с англ. canine — «собачий».
Слоган: «Один немного сообразительнее другого».

## Сюжет
История простого американского полицейского из отдела по борьбе с наркотиками, который попал в беду: за ним охотится наркодилер, с которым у Майкла Дули (Джеймс Белуши) есть старые счёты. Начальство даёт в помощь неуживчивому Майклу агента К-9 — собаку по кличке Джерри Ли, специально натасканную на поиск наркотиков. Одна проблема: собака имеет своё собственное мнение практически по любому поводу и не только не желает никому подчиняться, но даже начинает диктовать свои правила поведения окружающим. Тем не менее, Джерри Ли отлично ладит с Трэйси, фактической женой Майкла, чем немало раздражает последнего. И когда наркодилер похищает Трэйси, Майклу приходится найти общий язык со своим четвероногим помощником и вместе выручать любимую женщину из беды. В финальной схватке Джерри Ли, получив ранение, спасает своего напарника.

## В ролях
- Джеймс Белуши — детектив Майкл Дули
- Мэл Харрис — Трэйси, подруга Дули
- Кевин Тай — Лаймэн, крупный наркодилер
- Эд О’Нилл — сержант Брэниган, кинологический отдел
- Шерман Ховард — Диллон
- Джеймс Хенди — лейтенант Байерс, непосредственный начальник детектива Дули
- Дэниел Дэвис — Хольстед, подручный Лаймэна
- Коттер Смит — Джиллиам
- Джош Шнайдер — Фреди, мелкий преступник и информатор, работающий на детектива Дули
- Пруитт Тейлор Винс — Бенни «Мул», подручный Лаймэна, проваливший задание «убрать» Дули
- Уильям Сэдлер — продавец

Роль собаки Джерри Ли исполнили четыре немецких овчарки, но больше всего экранного времени досталось овчарке по кличке Рэндо (Rando). Животных для фильма специально приобрели в Европе. Готовил собак к съемкам дрессировщик Карл Миллер.

## Факты
- В фильме звучит песня Yello «Oh, yeah».
- После съёмок фильма Джеймс Белуши завёл себе двух немецких овчарок, которые исполняли роль Джерри Ли в следующих фильмах трилогии: Mac — в фильме «К-911» (1999), King — в фильме «К-9:P.I» (2002).